# Heliophorus marica
Heliophorus marica är en fjärilsart som beskrevs av John Henry Leech. Heliophorus marica ingår i släktet Heliophorus och familjen juvelvingar. Inga underarter finns listade i Catalogue of Life.